# Philippe Delerm
Pour les articles homonymes, voir Delerm.
Philippe Delerm est un écrivain français, né le 27 novembre 1950 à Auvers-sur-Oise   (aujourd'hui dans le Val-d'Oise).
Philippe Delerm est l'auteur d'ouvrages de genres divers, dont La Première Gorgée de bière et autres plaisirs minuscules (Gallimard, 1997), recueil de textes courts évoquant les poèmes en prose ou de petites chroniques, qui connut un immense succès.

## Biographie

### Famille et vie privée
Fils d'enseignants du Tarn-et-Garonne, Philippe Delerm suit des études de lettres à la faculté de Nanterre avant de devenir enseignant à son tour. En 1975, il épouse Martine, illustratrice de littérature jeunesse, et s'installe à Beaumont-le-Roger, dans l'Eure. Ils ont un fils, l’auteur-compositeur-interprète Vincent Delerm.

### Carrière
Philippe Delerm enseigne les lettres au collège Marie-Curie de Bernay (Eure), tandis que son épouse enseigne au collège Croix Maître Renault, situé à Beaumont.
Il envoie ses premiers manuscrits en 1976, se heurtant d'abord à des refus d'éditeurs. En 1983, La Cinquième saison suscite l'intérêt, mais c'est son recueil de poèmes en prose, La Première Gorgée de bière et autres plaisirs minuscules, qui le fait connaître du grand public en 1997.
Il publie ensuite plusieurs ouvrages : des romans, Il avait plu tout le dimanche (1998), Enregistrements pirates (2003) ; des nouvelles, dont L'Envol (1995) ; des essais, dont Les Chemins nous inventent (1999)... Il publie aussi des livres pour enfants ou des recueils de textes courts du même acabit que La Première Gorgée de bière et autres plaisirs minuscules, comme La Sieste assassinée (2001), ensemble de saisies brèves et poétiques d'un moment, d'un objet, d'un lieu, visant à en extraire la sève, percer un peu le mystère de ce qui en fait le charme ou le désagrément.
Il est membre correspondant de l'Académie des sciences, belles-lettres et arts de Rouen et promu au grade de chevalier de la Légion d'honneur par décret du 12 juillet 2002 pour sa carrière d'enseignant.
Un essai lui a été consacré en 2005 : Philippe Delerm et le Minimalisme positif (éditions du Rocher, par Rémi Bertrand).
Amateur de sport et tout particulièrement d'athlétisme, il a collaboré au journal L’Équipe en faisant chaque jour un billet sur une discipline d'athlétisme pendant les Jeux olympiques d'Athènes en 2004. En août 2008, il a été invité par France Télévisions à commenter les épreuves d'athlétisme aux Jeux olympiques de Pékin.

## Œuvres

### Nouvelles, récits et poésies
- 1987 : Rouen, éditions Champ Vallon, coll. « Des villes »  (ISBN 978-2-903528-90-4)
- 1991 : C'est bien, éd. Milan  (ISBN 978-2-86726-720-8)
- 1994 : Surtout, ne rien faire (rééd. en 1998 sous le titre C'est toujours bien), éd. Milan coll. « Zanzibar », no 142  (ISBN 978-2-84113-060-3)
- 1997 : La Première Gorgée de bière et autres plaisirs minuscules, éd. Gallimard, coll. « l'Arpenteur », prix Grandgousier  (ISBN 978-2-07-074483-1)
- 1997 : Les chemins nous inventent, (photographies de Martine Delerm), éd. Stock  (ISBN 978-2-234-04870-6)
- 1998 : Panier de fruits, éditions du Rocher  (ISBN 978-2-268-02879-8)
- 2001 : La Sieste assassinée, éd. Gallimard, coll. « l'Arpenteur »  (ISBN 978-2-84011-411-6)
- 2001 : Fragiles, (illustrations de Martine Delerm), éd. Seuil  (ISBN 978-2-02-047830-4)
- 2002 : Paris l'instant, (photographies de Martine Delerm), éd. Fayard  (ISBN 978-2-213-61046-7)
- 2003 : Enregistrements pirates, éditions du Rocher  (ISBN 978-2-268-04922-9)
- 2005 : Dickens, barbe à papa et autres nourritures délectables, éd. Gallimard, coll. « L'Arpenteur »  (ISBN 978-2-07-076760-1)
- 2005 : La Bulle de Tiepolo, éd. Gallimard, coll. « Blanche » et coll. « Folio » 2007  (ISBN 978-2-07-034476-5)
- 2007 : La Tranchée d'Arenberg et autres voluptés sportives, éd. Panama, 112 p.  (ISBN 978-2-7557-0215-6)
- 2007 : Au bonheur du Tour, éd. Prolongations  (ISBN 978-2-916400-19-8)
- 2008 : Traces, (photographies de Martine Delerm), éd. Seuil,  (ISBN 978-2-213-63444-9)
- 2008 : Coton global, (illustration de Marie Ciosi), éd. Circa 1924, coll. « Accordéon », 8 p.  (ISBN 978-2-915715-10-1)
- 2008 : Ma grand-mère avait les mêmes, éd. Points, coll. « Le goût des mots », 93 p.  (ISBN 978-2-7578-0837-5)
- 2011 : Le Caractère de la bruyère, (illustrations de Martine Delerm), éd. Albin Michel  (ISBN 978-2-226-23833-7)
- 2011 : Le Trottoir au soleil, éd. Gallimard  (ISBN 978-2-07-012325-4)
- 2013 : Les mots que j'aime, éd. Points, coll. « Le goût des mots »  (ISBN 978-2-7578-3697-2)
- 2014 : La Bossa or et bronze, (édité uniquement en numérique), éd. Points  (ISBN 979-10-291-0039-0)
- 2014 : La Beauté du geste, éd. Seuil, 152 p.  (ISBN 978-2-02-112090-5)
- 2015 : Les Eaux troubles du mojito. Et autres belles raisons d'habiter sur terre, éd. Seuil, 128 p.  (ISBN 978-2-02-105650-1)
- 2018 : Et vous avez eu beau temps ? La perfidie ordinaire des petites phrases, éd. Seuil, 176 p.  (ISBN 978-2-02-134278-9)
- 2019 : L'extase du selfie et autres gestes qui nous disent, éd. Seuil, 120 p.  (ISBN 978-2-02-134282-6)
- 2022 : New York sans New York, éd. Seuil, 192 p.  (ISBN 9782021342901)
- 2023 : Les instants suspendus, éd. Seuil, 128 p.  (ISBN 978-2-02-146824-3)

### Romans
- 1983 : La Cinquième Saison, éditions du Rocher  (ISBN 978-2-268-00245-3)
- 1985 : Un été pour mémoire, éditions du Rocher  (ISBN 978-2-268-00342-9)
- 1989 : La Fille du Bouscat (rééd. en 1998 sous le titre Elle s'appelait Marine), (illustrations de Martine Delerm), éd. Milan  (ISBN 978-2-86726-428-3)
- 1987 : Le Buveur de temps, éditions du Rocher  (ISBN 978-2-268-00574-4)
- 1988 : Autumn, éditions du Rocher, prix Alain-Fournier  (ISBN 978-2-268-00880-6)
- 1993 : Les Amoureux de l’Hôtel de Ville, éditions du Rocher  (ISBN 978-2-268-01559-0)
- 1994 : Mister Mouse ou La Métaphysique du terrier, éditions du Rocher  (ISBN 978-2-268-01798-3)
- 1995 : En pleine lucarne, éd. Gallimard Jeunesse,  (ISBN 978-2-84113-157-0)
- 1996 : Sundborn ou les Jours de lumière, éditions du Rocher, prix des Libraires, 1997 et Prix Culture et Bibliothèques pour tous  (ISBN 978-2-268-02342-7)
- 1996 : Sortilège au muséum, éd. Magnard Jeunesse  (ISBN 978-2-210-97739-6)
- 1997 : La Malédiction des ruines, (illustrations de Stéphane Girel), éd. Magnard Jeunesse  (ISBN 978-2-210-97752-5)
- 1998 : Il avait plu tout le dimanche, éd. Mercure de France  (ISBN 978-2-7152-2031-7)
- 1999 : Quiproquo, supplément gratuit au magazine Elle, (rééd. en 2005, Le Serpent à plumes, coll. « Motifs », no 223  (ISBN 978-2-7538-0009-0))
- 1999 : Le Portique, éditions du Rocher  (ISBN 978-2-268-03324-2)
- 2001 : Monsieur Spitzweg s'échappe, éd. Mercure de France  (ISBN 978-2-7152-2276-2)
- 2002 : Les Glaces du Chimborazo, éd. Magnard Jeunesse  (ISBN 978-2-210-98108-9)
- 2005 : La Bulle de Tiepolo, éd. Gallimard  (ISBN 978-2-07-077120-2)
- 2005 : Ce voyage, éd. Gallimard Jeunesse  (ISBN 978-2-07-057161-1)
- 2009 : Quelque chose en lui de Bartleby, éd. Mercure de France, coll. « Bleue »  (ISBN 978-2-7152-2824-5)
- 2014 : Elle marchait sur un fil, éd. Seuil, 224 p.  (ISBN 978-2-02-105652-5)

### Récits autobiographiques
- 1986 : Le Bonheur. Tableaux et bavardages, éditions du Rocher  (ISBN 978-2-268-00420-4)
- 1988 : Le Miroir de ma mère, (en collaboration avec Marthe Delerm), éd. du Rocher  (ISBN 978-2-268-00650-5)
- 2006 : À Garonne, éd. Nil  (ISBN 978-2-84111-319-4)
- 2011 : Écrire est une enfance, éd. Albin Michel, 194 p.  (ISBN 978-2-226-22982-3)
- 2016 : Journal d'un homme heureux, éd. Seuil, 264 p.  (ISBN 978-2-02-133375-6)
- 2021 : La vie en relief, éd. Seuil, 232 p.  (ISBN 978-2-02-134286-4)

### Essais
- 1996 : L'Envol, éditions du Rocher  (ISBN 978-2-268-02750-0)
- 2006 : Maintenant, foutez-moi la paix !, éd. Mercure de France, coll. « Bleue »  (ISBN 978-2-7152-2547-3)
- 2001 : Intérieur : Une rencontre avec le peintre Hammershøi, éd. Flohic  (ISBN 978-2-84234-109-1)
- 2012 : Je vais passer pour un vieux con et autres petites phrases qui en disent long, éd. Seuil, 144 p.  (ISBN 978-2-02-105649-5)
  - (de) par Sonja Finck: "Vorsicht, der Teller ist heiß!" Phrasen für alle Lebenslagen. Persona, Mannheim 2013  (ISBN 9783924652395)

### Ouvrages collectifs
- 1998 : Coups Francs, (avec Jean-Noël Blanc, Yves Hughes, Jean-Philippe Arrou-Vignod, Christian Montaignac, Pierre Lepère), éd. Gallimard Jeunesse  (ISBN 978-2-07-051771-8)
- 1999 : Petite Brocante intime, (avec Martine Delerm, Lisette Morival, Christian Robin, Michel Piquemal, Jack Chaboud, Didier et Anne Convard), éditions Le Pré aux clercs (ISBN 978-2-84228-072-7)
- 2000 : Inventons la paix : Huit écrivains racontent (avec Ayerdhal, Pierre Bordage, Andrée Chedid, Jean-Claude Dunyach, Jacques Salomé, Christiane Singer, Joëlle Wintrebert), éd. Librio (ISBN 978-2-290-30087-9)
- 2001 : Petite Géographie intime, (avec Martine Delerm, Lisette Morival, Christian Robin, Didier et Anne Convard, Jack et Marie-Stéphane Chaboud), éditions Le Pré aux clercs (ISBN 978-2-84228-112-0)
- 2002 : Chez le coiffeur, (avec Bruno Roza, Joseph Incardona, Eric Dardill, Christiane Baroche, Serge Joncour, Philippe Dumez, Ludovic Janvier et Éric Holder), éd. Delphine Montalant  (ISBN 978-2-9517997-2-1)
- 2006 : Être père, disent-ils, (avec Olivier Adam, Patrick Besson, Jean-Yves Cendery, Philippe Claudel, Thierry Consigny, Boualem Sansal) ed. L'Iconoclaste,  (ISBN 978-2-913366-26-8)
- 2006 : Va y avoir du sport ! (avec vingt-huit autres auteurs) éd. Gallimard Jeunesse  (ISBN 978-2-07-057649-4)
- 2006 : La France et ses paysages (avec Claudine Galea, Anne-Marie Garat, Denis Grozdanovitch, Thierry Hesse, François Vallejo et les photographies de Jean-Marc Durou), éditions de la Martinière  (ISBN 978-2-7324-3754-5)
- 2010 : Sous le signe d'Hélène Cadou, (avec des écrivains, poètes, chanteurs, artistes et amis d’Hélène Cadou), éditions du Traict  (ISBN 979-1093463414)
- 2016 : Le Carré magique - Quand le jeu était à nous, (avec Patrick Lemoine), éd. Talent Sport  (ISBN 978-2-9532040-8-7)

### Préfaces
- 1997 : René Guy Cadou, Monts et Merveilles, Nouvelles fraîches, éd. du Rocher  (ISBN 978-2-268-02710-4)
- 2000 : Thierry des Ouches, France, éditions Du Collectionneur  (ISBN 978-2-909450-75-9)
- 2001 : Jean-Patrick Beaufreton, La Seine normande - Promenades, légendes et visites, éd. Alan Sutton  (ISBN 978-2-842536-47-3)
- 2001 : Walt Whitman, Feuilles d'herbe, (illustrations de Michele Ferri), éd. Albin Michel  (ISBN 978-2-226-11898-1)
- 2004 : Philippe Cayeux, Rendez-vous manqués, (illustrations de Benoît Lermuzeaux), éd. Gecko  (ISBN 978-2-9520383-1-7)
- 2004 : Serge Gleizes, L'art de vivre en Normandie, (photographies de Christian Sarramon), éd. Flammarion  (ISBN 978-2-08-201254-6)
- 2005 : Nicolas Delage et Richard Place, À fleur de peau : 40 maillots mythiques racontés par ceux qui les ont portés, éd. Calmann-Lévy,  (ISBN 978-2-7021-3512-9)
- 2006 : Bernard Puissesseau, Je d'enfants, éd. Rouergue  (ISBN 978-2-84156-754-6)
- 2006 : Martine Sagaert, Paul Léautaud, éd. Le Castor astral,  (ISBN 978-2-85920-657-4)
- 2007 : Collectif, Balade en Seine-Maritime. Sur les pas des écrivains, éd. Alexandrines  (ISBN 978-2-912319-37-1)
- 2007 : Sophie Guillet et François Laforge, Le guide français et international du football 2008, Éditions De Vecchi  (ISBN 978-2-7328-8895-8)
- 2007 : (sous la direction de Vincent Wackenheim et Christine Chaufour-Verheyen ; avec la collaboration de Pascal Bonnefille et Ghislain Sartoris), Les Plus Belles Pages de la littérature, éd. Prat  (ISBN 978-2-8095-0015-8)
- 2008 : Pierre-Louis Basse, Séville 82 : France-Allemagne : le match du siècle, éd. La Table ronde, coll. « La petite vermillon »  (ISBN 978-2-7103-3072-1)
- 2010 : Robert Walser, Vie de poète, éd. Points  (ISBN 978-2-7578-1685-1)

- 2010 : Cookie Allez, Les mots des familles, éd. Buchet-Chastel  (ISBN 978-2-283-02443-0)

- 2010 : Marcel Mathiot, Carnets d'un vieil amoureux, éd. Points  (ISBN 978-2-7578-1674-5)
- 2010 : Florent Quellier, Gourmandise : Histoire d'un péché capital, éd. Armand Colin  (ISBN 978-2-200-35403-9)
- 2010 : Laurence Devillairs, Brèves de philo : La sagesse secrète des phrases toutes faites, éd. Points, coll. « Le goût des mots »  (ISBN 978-2-7578-2001-8)
- 2011 : Alain Billouin, Athlétisme français : Le livre d'or 2001-2010, éd. Solar  (ISBN 978-2-263-05449-5)
- 2011 : Cookie Allez, 200 expressions inventées en famille, éd. Points, coll. « Le goût des mots »  (ISBN 978-2-7578-2381-1)
- 2011 : René Guy Cadou, Comme un oiseau dans la tête : Poèmes choisis, éd. Points  (ISBN 978-2-7578-2471-9)
- 2011 : Jean-Louis Garitte, Le dictionnaire Brassens, éd. Opportun  (ISBN 978-2-36075-065-8)
- 2011 : Collectif, C'est arrivé sur l'autoroute, éd. Textuel  (ISBN 978-2-84597-433-3)
- 2012 : École Bouvines, Comme c'est bien, éd. L'Harmattan  (ISBN 978-2-296-56993-5)
- 2012 : Catherine Guennec, Espèce de savon à culotte ! ... et autres injures d'antan, éd. First  (ISBN 978-2-7540-3599-6)

- 2013 : Catherine Guennec, Mon petit trognon potelé ! ...et autres mots d'amour et coquineries d'antan, éd. First  (ISBN 978-2-7540-4406-6)

- 2013 : Denis Soula, Passion maillot vert, éd. Le Cherche midi  (ISBN 978-2-7491-3363-8)
- 2013 : Philippe Simon, Les méthodes de lecture de notre enfance, éditions de la Martinière  (ISBN 978-2-7324-5573-0)
- 2013 : Jean-François Dérec, La littérature pour ceux qui ont la flemme de lire, éd. First  (ISBN 978-2-7540-5617-5)
- 2014 : Collectif, La Seine-Maritime des écrivains, éd. Alexandrines  (ISBN 978-2-37089-000-9)
- 2016 : Florence Ride, Les bateaux de papier, éd Unicité  (ISBN 978-2-37355-066-5)
- 2016 : Patrick Montel, Concentré d'émotions, éd. Talent Sport  (ISBN 979-10-93463-45-2)
- 2019 : Gilbert Laffaille, Kaléidoscope, éd. Christian Pirot  (ISBN 978-2-36536-108-8)
- 2020 : Nelly Gay, Julos Beaucarne : Il faut s'aimer à tort et à travers, éd. Luc Pire  (ISBN 978-2-875-42192-0)